# World’s End Harem
World's End Harem (яп. 終末のハーレム Сю:мацу но Ха:рэму, досл. «Гарем в конце света») — манга автора LINK с иллюстрациями Котаро Сёно. Издаётся в цифровом журнале Shōnen Jump+ издательства Shueisha с мая 2016 года. По мотивам манги снят аниме-сериал, премьера которого состоялась 8 октября 2021 года.

## Сюжет
Япония, 2040 год. В лаборатории был создан таинственный вирус-убийца. Однажды он вырвался на свободу и спровоцировал смертельную эпидемию, которая уничтожила 99,9 % мужского населения мира. Последние пять лет Мидзухара Рэйто находился в криогенном сне, оставив позади Татибану Эрису, девушку своей мечты. Когда Рэйто просыпается от глубокой заморозки, то оказывается в новом и при этом необычном мире, где он является самым ценным ресурсом планеты. Рэйто дана роскошная жизнь и одна простая миссия: заселить мир, оплодотворив как можно больше женщин. Однако всё, чего хочет Рэйто, — это найти свою любимую Эрису, которая пропала три года назад.

## Персонажи
Рэйто Мидзухара (яп. 水原怜人 Мидзухара Рэйто) — главный герой, проведший пять лет в криостазисе. После пробуждения отказывается от совокуплений и решает посвятить своё время созданию антидота и поискам девушки, в которую он был влюблён до погружения в сон.
Мира Суо (яп. 周防美来 Суо: Мира) — одна из агентов Рэйто Мидзухары. Её работа — помогать Рэйто при контактах с окружающим миром и другими девушками. Также находится рядом с ним как возможная кандидатка к совокуплению.

## Медиа

### Манга
Манга была написана автором под псевдонимом LINK и проиллюстрирована художником Котаро Сёно. Издаваться произведение начало в цифровом журнале Shōnen Jump+ издательства Shueisha 8 мая 2016 года. В мае 2020 года было объявлено, что первая часть манги достигла кульминации. По состоянию на 13 мая 2020 года было выпущено одиннадцать томов («танкобонов»).
В октябре 2017 года издательство Seven Seas Entertainment объявили о лицензировании манги в США. Публикация началась под импринтом Ghost Ship, предназначенным для взрослых читателей.
19 апреля 2018 года состоялся выход спин-оффа под названием Shuumatsu no Harem: Fantasia, стартовавшего в Ultra Jump от Shueisha. Другой спин-офф под названием World’s End Harem: Britannia Lumiere начал выходить в приложениях Shōnen Jump+ и Manga Mee 26 июня 2020 года.
| №  | Дата публикации    | ISBN                   |
| -- | ------------------ | ---------------------- |
| 1  | 2 сентября 2016 г. | ISBN 978-4-08-880819-2 |
| 2  | 31 декабря 2016 г. | ISBN 978-4-08-880842-0 |
| 3  | 2 июня 2017 г.     | ISBN 978-4-08-881087-4 |
| 4  | 4 октября 2017 г.  | ISBN 978-4-08-881243-4 |
| 5  | 2 февраля 2018 г.  | ISBN 978-4-08-881438-4 |
| 6  | 4 июля 2018 г.     | ISBN 978-4-08-881523-7 |
| 7  | 2 ноября 2018 г.   | ISBN 978-4-08-881634-0 |
| 8  | 4 марта 2019 г.    | ISBN 978-4-08-881762-0 |
| 9  | 2 августа 2019 г.  | ISBN 978-4-08-882044-6 |
| 10 | 4 января 2020 г.   | ISBN 978-4-08-882188-7 |
| 11 | 13 мая 2020 г.     | ISBN 978-4-08-882304-1 |

### Аниме
В мае 2020 года состоялся анонс, в котором было заявлено об аниме-адаптации. Премьера сериала запланирована на 2021 год. Первый эпизод вышел 8 октября, но выход дальнейших был перенесён на 3 месяца ради их «инспекции».

## Приём
На ноябрь 2018 года первые семь томов манги были выпущены тиражом более 3 миллионов копий.

## Примечание
1. 1 2  Pineda, Rafael Antonio. World's End Harem Manga Gets TV Anime in 2021 (англ.). Anime News Network (12 мая 2020). Дата обращения: 12 мая 2020. Архивировано 29 марта 2021 года.
2. ↑  Hodgkins, Crystalyn. World's End Harem Manga Reaches 'Climax' of 1st Part (англ.). Anime News Network (10 мая 2020). Дата обращения: 12 мая 2020. Архивировано 14 мая 2020 года.
3. ↑  宵野コタローのエロサスペンス「終末のハーレム」眠りから覚めると世界は一変 (яп.). Natalie (8 мая 2016). Дата обращения: 12 мая 2020. Архивировано 23 декабря 2019 года.
4. 1 2  「終末のハーレム」がダークファンタジーに、新シリーズ「ファンタジア」がUJで (яп.). Natalie (19 апреля 2018). Дата обращения: 12 мая 2020. Архивировано 23 декабря 2019 года.
5. ↑  Ressler, Karen. Seven Seas Launches Mature Reader Imprint With Yuuna and the Haunted Hot Springs, World's End Harem Manga (англ.). Anime News Network (11 октября 2017). Дата обращения: 12 мая 2020. Архивировано 6 ноября 2017 года.
6. ↑  Pineda, Rafael Antonio. World's End Harem Gets 3rd Spinoff Manga With Reverse Harem Story. Anime News Network (13 мая 2020). Дата обращения: 13 мая 2020. Архивировано 18 мая 2020 года.
7. ↑  終末のハーレム 1 (яп.). Shueisha. Дата обращения: 12 мая 2020. Архивировано 23 декабря 2019 года.
8. ↑  終末のハーレム 2 (яп.). Shueisha. Дата обращения: 12 мая 2020. Архивировано 18 сентября 2020 года.
9. ↑  終末のハーレム 3. Shueishalang=ja. Дата обращения: 12 мая 2020. Архивировано 18 сентября 2020 года.
10. ↑  終末のハーレム 4 (яп.). Shueisha. Дата обращения: 12 мая 2020. Архивировано 28 октября 2020 года.
11. ↑  終末のハーレム 5 (яп.). Shueisha. Дата обращения: 12 мая 2020. Архивировано 8 мая 2019 года.
12. ↑  終末のハーレム 6 (яп.). Shueisha. Дата обращения: 12 мая 2020. Архивировано 2 июня 2019 года.
13. ↑  終末のハーレム 7 (яп.). Shueisha. Дата обращения: 12 мая 2020. Архивировано 6 мая 2019 года.
14. ↑  終末のハーレム 8 (яп.). Shueisha. Дата обращения: 12 мая 2020. Архивировано 13 августа 2020 года.
15. ↑  終末のハーレム 9 (яп.). Shueisha. Дата обращения: 12 мая 2020. Архивировано 13 августа 2020 года.
16. ↑  終末のハーレム 10 (яп.). Shueisha. Дата обращения: 12 мая 2020. Архивировано 13 августа 2020 года.
17. ↑  終末のハーレム 11 (яп.). Shueisha. Дата обращения: 12 мая 2020. Архивировано 13 августа 2020 года.
18. ↑  World's End Harem Anime's Episode 2 and Later Delayed to January (Updated) (англ.). Anime News Network (7 октября 2021). Дата обращения: 1 февраля 2020. Архивировано 8 октября 2021 года.
19. ↑  Hodgkins, Crystalyn. Roundup of Newly Revealed Print Counts for Manga, Light Novel Series - October 2018. Anime News Network (3 ноября 2018). Дата обращения: 12 мая 2020. Архивировано 29 июня 2019 года.